# أدولف فيشر (ضابط شرطة)
أدولف فيشر (بالألمانية: Adolf Fischer)‏ هو ضابط شرطة ألماني، ولد في 23 يوليو 1893 في شفيرته في ألمانيا، وتوفي في 23 أكتوبر 1947 في بلغراد في صربيا بسبب شنق.